# Новая драма (рубеж XIX—XX веков)

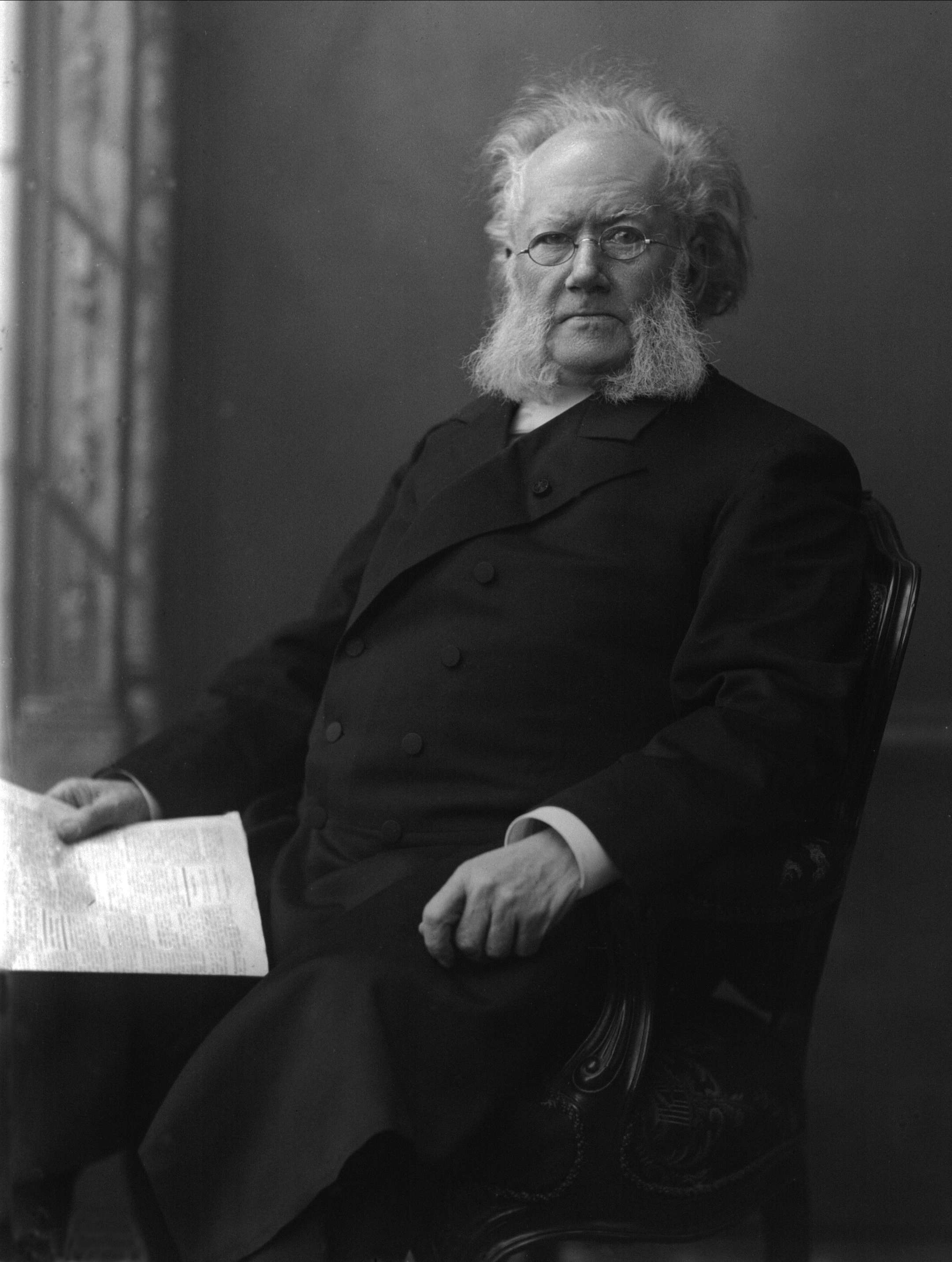
Генрик Ибсен — драматург, стоявший у истоков «новой драмы»

«Новая драма» — историко-литературное понятие, служащее для обозначения периода в истории европейской драматургии конца XIX — начала XX веков. У истоков «новой драмы» стояли Г. Ибсен, Б. Бьёрнсон, А. Стриндберг, Э. Золя, Г. Гауптман, Б. Шоу, К. Гамсун, М. Метерлинк, А. П. Чехов, М. Горький и другие.
Вероятно, получила такое название потому, что противопоставляла себя традиции — в данном случае эпигонскому и стилизованному под буржуазные вкусы романтизму, эстетике «хорошо сделанных» или в целом развлекательных пьес.
Хронологически время появления «новой драмы» в Западной Европе относят к так называемой «Прекрасной эпохе», в то время как в России — к «Серебряному веку» русской культуры.
В историко-литературной перспективе «новая драма», послужившая коренной перестройке драматургии XIX века, ознаменовала собой начало драматургии XX века.

## История

#### Границы периода
Вопрос об исторических границах «новой драмы» имеет общеевропейскую, национальную и индивидуальную специфику. Каждая специфика подразумевает три основных периода развития: начальный период подготовки (отдельные проявления), становления и расцвета, период обретения «зрелости» (в совокупности с движением «свободных театров»).
Общеевропейские границы «новой драмы» охватывают период с середины 1860-х годов по 1914 год (начало Первой мировой войны).

#### Становление и развитие
«Новая драма» возникла в атмосфере культа науки, вызванного необычайно бурным развитием естествознания, философии и психологии, и, открывая для себя новые сферы жизни, впитала дух научного анализа. Она восприняла множество разнообразных художественных явлений, испытала влияние различных идейно-стилевых течений и литературных школ, от натурализма до символизма.
Будучи явлением драматургии и театра, новая драма была связана с возникновением национальных театров — трибунов идей «новых драматургов» в союзе с режиссёрами-постановщиками: Андре Антуан (парижский «Свободный театр»), Отто Брам и Макс Рейнгардт («Свободная сцена», «Немецкий театр», «Новый театр», «Камерный театр»), Дж. Т. Грейн, Б. Шоу и Х. Гренвилл-Баркер («Независимый театр», «Сценическое общество», «Королевский театр» в Англии), К. С. Станиславский и Вл. И. Немирович-Данченко (МХТ).
Комментируя новаторскую деятельность этих известных режиссёров, театроведы обычно говорят о движении «свободных театров» (от «Свободного театра» Антуана к МХТ К. С. Станиславского и Вл. И. Немировича-Данченко). К основным принципам движения «свободных театров» относят борьбу «за современный репертуар, актёрский ансамбль, глубокую, оригинальную режиссёрскую интерпретацию пьес».

## Особенности
«Новая драма» — это прежде всего социально-психологическая драматургия, ориентировавшаяся в момент своего возникновения на натурализм в прозе, на обсуждение в театре «злободневных» проблем. Однако, несмотря на всю важность натурализма и натуралистической литературной теории, а также попытки ряда натуралистов перенести свои романы на сцену, новую драму сложно свести к чему-то однозначному, «программному». Она оказалась чуткой к самым разным литературным веяниям и предложила своё прочтение не только натурализма, но и импрессионизма, символизма, влиятельной на протяжении всего XIX века линии романтической драматургии.
По сравнению с мелодраматическим репертуаром французского театра середины XIX века «новая драма» не только злободневна, выводит новые социальные типажи, но и подчёркивает драматизм человеческого существования. В условиях резкого расширения горизонтов познания человек в общественном сознании терял былую самостоятельность активной и независимой «единицы», оказался без остатка связанным не только средой, но и самим собой, своими привычками, своим внутренним комфортом.

#### Черты
Среди черт «новой драмы» можно выделить следующие:
- злободневность, актуальность поднимаемых проблем;
- наличие острого морально-философского конфликта между «ложью» и «правдой», бытием и сознанием, мыслью и поступком, реализуемого иногда в форме бытовой, психологической, а иногда и символической драмы;
- объективность, достоверность (наличие «четвёртой стены»), установка на жизнеподобие;
- интеллектуальность, аналитичность;
- преобладание диалога над действием;
- ретроспективно-аналитическая техника в сюжетном построении (включение в сценическое действие информации о событиях, которые произошли с персонажами до его начала);
- важность фигуры постановщика.

## В российском литературоведении
Данное понятие стало употребляться в российском театроведении и литературоведении в начале XX века «для обозначения многообразного творчества тех драматургов и целых драматургических стилей, которые на рубеже XX в. пытались на Западе радикально перестроить традиционную драму. Сюда относят таких различных писателей, как Ибсен и Стриндберг, Золя и Гауптман, Шоу и Метерлинк и многих других».
Кушлина О. Б. описывает историю возникновения понятия «новая драма» в дискуссиях русских писателей и театроведов начала XX века (В. Брюсова, А. Белого, Ф. Сологуба, Вс. Мейерхольда, А. Луначарского) о современных задачах театра.